# Susanne Strätling
Susanne Strätling (* 1970) ist eine deutsche Slawistin und Literaturwissenschaftlerin.

## Leben
Von 1989 bis 1998 studierte sie Germanistik, Slavistik und Pädagogik in Münster, Wolgograd, Prag und Berlin. 2001 war sie DAAD-Stipendiatin an der Russischen Akademie der Wissenschaften, Institut für Weltliteratur (RAN IMLI). Von 1998 bis 2004 war sie wissenschaftliche Mitarbeiterin am Institut für Slawistik der Humboldt-Universität zu Berlin. Nach der Promotion 2003 an der Humboldt-Universität zu Berlin war sie von 2006 bis 2007 Feodor Lynen-Fellow der Alexander von Humboldt-Stiftung an der University of California, Berkeley. Von 2004 bis 2013 war sie wissenschaftliche Assistentin am Arbeitsbereich Kultur des Osteuropa-Instituts sowie am Peter Szondi-Institut für Allgemeine und Vergleichende Literaturwissenschaft der FU Berlin. Nach der Habilitation 2014 an der Freien Universität Berlin vertrat sie von 2014 bis 2015 die Professur für Slavische Literaturen und Allgemeine Literaturwissenschaft an der Universität Konstanz. Von 2015 bis 2016 lehrte sie als Gastprofessorin am Peter Szondi-Institut für Allgemeine und Vergleichende Literaturwissenschaft der Freien Universität Berlin. Von 2016 bis 2018 war sie Professorin für Allgemeine und Vergleichende Literaturwissenschaft an der Ludwig-Maximilians-Universität München. Von 2018 bis 2020 war sie Professorin für Ostslavische Literaturen und Kulturen an der Universität Potsdam. Seit 2020 ist sie Professorin für Allgemeine und Vergleichende Literaturwissenschaft mit Schwerpunkt Slavische Literaturen an der Freien Universität Berlin.
Ihre Arbeitsschwerpunkte sind Literatur und Medialität (Mediengeschichte der Schrift; Schriftkritik/Graphoklasmus; Schriftbildlichkeit; optische und taktile Dispositive der Literatur), Poetik und Poiesis (Literatur und Operativität; Poetik des Werkzeugs; Philologie der Hand), Begriffs- und Wissensgeschichte (v. a. transdisziplinäre Konzepte der enérgeia; poetische und politische Metaphorologie des Bauens im Sozialismus) und rhetorische Theorie (Allegorik; Rhetorik der Sinne).

## Schriften (Auswahl)
- als Herausgeberin mit Inke Arns, Mirjam Goller und Georg Witte: Kinetographien. Bielefeld 2004, ISBN 3-89528-472-6.
- Allegorien der Imagination. Lesbarkeit und Sichtbarkeit im russischen Barock. München 2005, ISBN 3-7705-4123-5.
- als Herausgeberin mit Georg Witte: Die Sichtbarkeit der Schrift. Beiträge zur Konferenz „Die Sichtbarkeit der Schrift“, die von den beiden Herausgebern im April 2004 an der Akademie der Künste, Berlin veranstaltet wurde. Paderborn 2006, ISBN 3-7705-4250-9.
- Die Hand am Werk. Poetik der Poiesis in der russischen Avantgarde. Paderborn 2017, ISBN 3-7705-6092-2.